# هانس پیتر بارتلز
هانس پیتر بارتلز (انگلیسی: Hans-Peter Bartels؛ زادهٔ ۷ مهٔ ۱۹۶۱) یک سیاست‌مدار اهل آلمان است.